# Грумоло деле Абадесе
Гру̀моло деле Абадѐсе (на италиански: Grumolo delle Abbadesse; на венециански: Grumoło, Грумоло) е малко градче и община в Северна Италия, провинция Виченца, регион Венето. Разположено е на 30 m надморска височина. Населението на общината е 3760 души (към 2015 г.).